# Pareutropius debauwi
Pareutropius debauwi är en fiskart som först beskrevs av Boulenger, 1900.  Pareutropius debauwi ingår i släktet Pareutropius och familjen Schilbeidae. IUCN kategoriserar arten globalt som livskraftig. Inga underarter finns listade i Catalogue of Life.